# Insider (serie de televisión)
Insider (en hangul, 인사이더; RR: Insaideo) es una serie de televisión surcoreana de 2022, dirigida por Min Yeon-hong y protagonizada por Kang Ha-neul, Lee Yoo-young y Heo Sung-tae. Se emitió por el canal jTBC desde el 8 de junio de 2022, los miércoles y jueves a las 22:30 (hora local coreana).

## Sinopsis
La vida de un aspirante a juez da un vuelco cuando no tiene otro remedio que convertirse en un infiltrado siguiendo las huellas de un fiscal sospechoso de corrupción. Kim Yo Han, que ha vivido una vida recta, se rinde ante la realidad de que el mundo está gobernado por el poder y la riqueza, y termina tras las rejas. Afligido y confundido, comienza a tramar venganza por la traición mientras está en prisión.

## Reparto

### Principal
- Kang Ha-neul como Kim Yo-han, un aspirante a juez que vive solo con su abuela. Va a la cárcel por una investigación encubierta a sugerencia de los fiscales superiores.[6][7]
- Lee Yoo-young como Oh Soo-yeon, una exitosa mujer de negocios que hizo una gran fortuna a través de sus contactos.[7][8]
  - Um Chae-young como la joven Oh Soo-yeon.[9]
- Heo Sung-tae como Yoon Byung-wook, fiscal jefe de la Segunda División de Investigación Fiscal de la Fiscalía del Distrito Central.[10]

### Secundario

#### Personas cercanas a Kim Yo-han
- Kim Si-eun como Park Ro-sa, oficial de policía, superintendente de la Oficina de Inspección.[11]
- Moon Sung-keun como Do Won-bong, el rey marginado que una vez sacudió el mundo político y financiero.[12]
- Ye Soo-jung como Shin Dal-soo, la abuela de Kim Yo-han.[13]

#### Fiscalía
- Yoo Jae-myung como Noh Young-guk, director del Instituto de Investigación y Capacitación Judicial.[14]
- Kim Sang-ho como Mok Jin-hyung, fiscal jefe de la Fiscalía del Distrito Norte.[15]
- Park Sung-geun como Hong Sang-wook, jefe de la división de investigación de la Oficina del Fiscal Supremo.[16]
- Kang Shin-hyo como Hong Jae-sun, hijo de Hong Sang-wook y compañero de clase de Kim Yo-han.[16]

#### Prisión de Seongju
- Sung Ji-ru como Heo Sang-soo, director de la prisión de Seongju.[17]
- Kang Young-seok como Jang Seon-oh, un genio del juego que se hizo cargo de la prisión de Seongju.[18][19]
- Choi Dae-hoon como Noh Seung-hwan.[20]
- Jo Hee-bong como Ryu Tae-hoon.[20]
- Choi Moo-sung como Song Doo-cheol.[19]
- Cha-yeop como Kim Gil-sang, la mano derecha de Song Doo-cheol.[21]
- Han Jae-young como Jo Hae-do.[13]
- Yoon Byung-hee como Kim Woo-sang.[22]
- Han Gyu-won como Uhm Ik-soo.

#### Grupo de Seocho-dong
- Heo Dong-won como Yang Jun.[19]
- Jung Man-sik como Yang Hwa.[23]
- Kim Ji-na como Jin Su-min (Director Jin).[24][25]

#### Otros
- Song Jae-hee como Kim Tae-soo, el padre de Kim Yo-han.[13]
- Choi Ki-beom como prisionero en la misma celda que Kim Yo-han.[26]
- Kim Min-seung como Woo Min-ho.[24]
- Jung Hwi-wook como Kwon Dae-il.[24]
- Lee Ki-chan como Woo Sang-gi.[24]
- Han Seong-su como Lee Tae-kwang.[27]
- Han Bo-reum como Annie Stephen.[28]
- Yoo Ha-bok como Kim Jeong-gyu.[29]
- Lee Ha-yool como Kim Woo-jae.[30]

#### Apariciones especiales
- Fan Bing-bing como Lam, la representante de la Triada de Macao.[31][32][33]
- Jung Woong-in como un chaebol de segunda generación.[34]

## Producción
La primera lectura de guion por el reparto de actores se llevó a cabo el 21 de mayo de 2021.
La serie estaba inicialmente programada para su lanzamiento en la segunda mitad de 2021, pero se retrasó hasta 2022.

## Banda sonora original
| Parte | Fecha de publicación | N.º | Título                        | Letra                              | Música                   | Artista       | Duración | Ref.          |
| ----- | -------------------- | --- | ----------------------------- | ---------------------------------- | ------------------------ | ------------- | -------- | ------------- |
| 1     | 23 de junio de 2022  | 1   | «Howling»                     | Han Kyung-soo                      | Han Kyung-soo, Jo Se-hee | Im Yoon-seong | 3:22     | [ 36 ] [ 37 ] |
| 1     | 23 de junio de 2022  | 2   | «Howling» (inst.)             |                                    | Han Kyung-soo, Jo Se-hee |               | 3:23     | [ 36 ] [ 37 ] |
| 2     | 13 de julio de 2022  | 1   | «You've Got Me Wrong»         | Lee Chi-hoon, Choi Byul-bit, Snnny | Snnny                    | The Vane      | 3:27     | [ 38 ] [ 39 ] |
| 2     | 13 de julio de 2022  | 2   | «You've Got Me Wrong» (inst.) |                                    | Snnny                    |               | 3:27     | [ 38 ] [ 39 ] |

## Audiencia
| Temporada | Temporada | Episodio número | Episodio número | Episodio número | Episodio número | Episodio número | Episodio número | Episodio número | Episodio número | Episodio número | Episodio número | Episodio número | Episodio número | Episodio número | Episodio número | Episodio número | Episodio número | Promedio |
| Temporada | Temporada | 1               | 2               | 3               | 4               | 5               | 6               | 7               | 8               | 9               | 10              | 11              | 12              | 13              | 14              | 15              | 16              | Promedio |
| --------- | --------- | --------------- | --------------- | --------------- | --------------- | --------------- | --------------- | --------------- | --------------- | --------------- | --------------- | --------------- | --------------- | --------------- | --------------- | --------------- | --------------- | -------- |
|           | 1         | 565             | 709             | 750             | 755             | 765             | 802             | 734             | 719             | 683             | 664             | 744             | 720             | 760             | 718             | 710             | 797             | 725      |

| Episodio | Fecha de emisión    | Índices de audiencia | Índices de audiencia |
| Episodio | Fecha de emisión    | Nielsen Corea        | Nielsen Corea        |
| Episodio | Fecha de emisión    | Nacional             | Seúl                 |
| --- | ------------------- | -------------------- | -------------------- |
| 1 | 8 de junio de 2022  | 2,568 % (8.ª)        | N.D.                 |
| 2 | 9 de junio de 2022  | 3,274 % (5.ª)        | 3,413 % (5.ª)        |
| 3 | 15 de junio de 2022 | 3,382 % (2.ª)        | 3,188 % (4.ª)        |
| 4 | 16 de junio de 2022 | 3,306 % (5.ª)        | 2,605 % (9.ª)        |
| 5 | 22 de junio de 2022 | 3,184 % (3.ª)        | 3,032 % (3.ª)        |
| 6 | 23 de junio de 2022 | 3,414 % (4.ª)        | 3,108 % (5.ª)        |
| 7 | 29 de junio de 2022 | 3,087 % (7.ª)        | 2,693 % (8.ª)        |
| 8 | 30 de junio de 2022 | 3,104 % (8.ª)        | 3,025 % (7.ª)        |
| 9 | 6 de julio de 2022  | 2,756 % (5.ª)        | 2,345 % (7.ª)        |
| 10 | 7 de julio de 2022  | 2,928 % (6.ª)        | 2,669 % (7.ª)        |
| 11 | 13 de julio de 2022 | 2,947 % (7.ª)        | 2,750 % (6.ª)        |
| 12 | 14 de julio de 2022 | 3,139 % (4.ª)        | 2,943 % (4.ª)        |
| 13 | 20 de julio de 2022 | 2,781 % (5.ª)        | 2,640 % (4.ª)        |
| 14 | 21 de julio de 2022 | 2,609 % (9.ª)        | 2,202 % (9.ª)        |
| 15 | 27 de julio de 2022 | 2,944 % (5.ª)        | 2,713 % (3.ª)        |
| 16 | 28 de julio de 2022 | 3,231 % (5.ª)        | 2,662 % (7.ª)        |
| Promedio | Promedio            | 3,041 %              | 2,799 %              |
| - N.D. indica que se desconoce el dato correspondiente. - En la tabla superior, en azul aparecen los índices más bajos, y en rojo los más altos. |                     |                      |                      |

## Premios y nominaciones
| Año  | Premios                 | Categoría              | Candidato       | Resultado | Ref.          |
| ---- | ----------------------- | ---------------------- | --------------- | --------- | ------------- |
| 2022 | 13.º Korea Drama Awards | Premio a la excelencia | Han Bo-reum     | Nominada  | [ 41 ] [ 42 ] |
| 2022 | APAN Star Awards        | Mejor actor revelación | Kang Young-seok | Nominado  | [ 43 ]        |
| 2022 | APAN Star Awards        | Mejor actor de reparto | Heo Sung-tae    | Ganador   | [ 44 ]        |